# Marek Wojna
Marek Wojna (ur. 1961, zm. 16 sierpnia 2009 w Wałbrzychu) – polski trener kolarstwa i działacz sportowy. 
Pochodził z  okolic Dłutowa. Był wychowankiem sekcji kolarstwa Włókniarza Łódź. Po zakończeniu kariery zawodniczej był szkoleniowcem młodzieży w klubie LKS Pawlikowiczanka, gdzie od  1990 trenował późniejszą 26 krotną mistrzynię polski w kolarstwie szosowym Bogumiłę Matusiak, a także przyszłego mistrza polski Krzysztofa Jeżowskiego. Był trenerem i dyrektorem sportowym w zawodowej grupie kolarskiej Primus, a następnie po jej rozwiązaniu trenerem  w klubie Tramwajarz Łódź.
Tuż przed śmiercią jako trener towarzyszył Bogumile Matusiak podczas wyścigu kolarskiego rozgrywanego w Wałbrzychu. Zmarł w wyniku upadku ze schodów będącego wynikiem pośliźnięcia. W szpitalu stwierdzono obrzęku mózgu. Zmarł w nocy z 15 na 16 sierpnia. 